# Tipula dupliciformis
Tipula dupliciformis är en tvåvingeart som beskrevs av Alexander 1940. Tipula dupliciformis ingår i släktet Tipula och familjen storharkrankar. Inga underarter finns listade i Catalogue of Life.